# Parc de Bagatelle

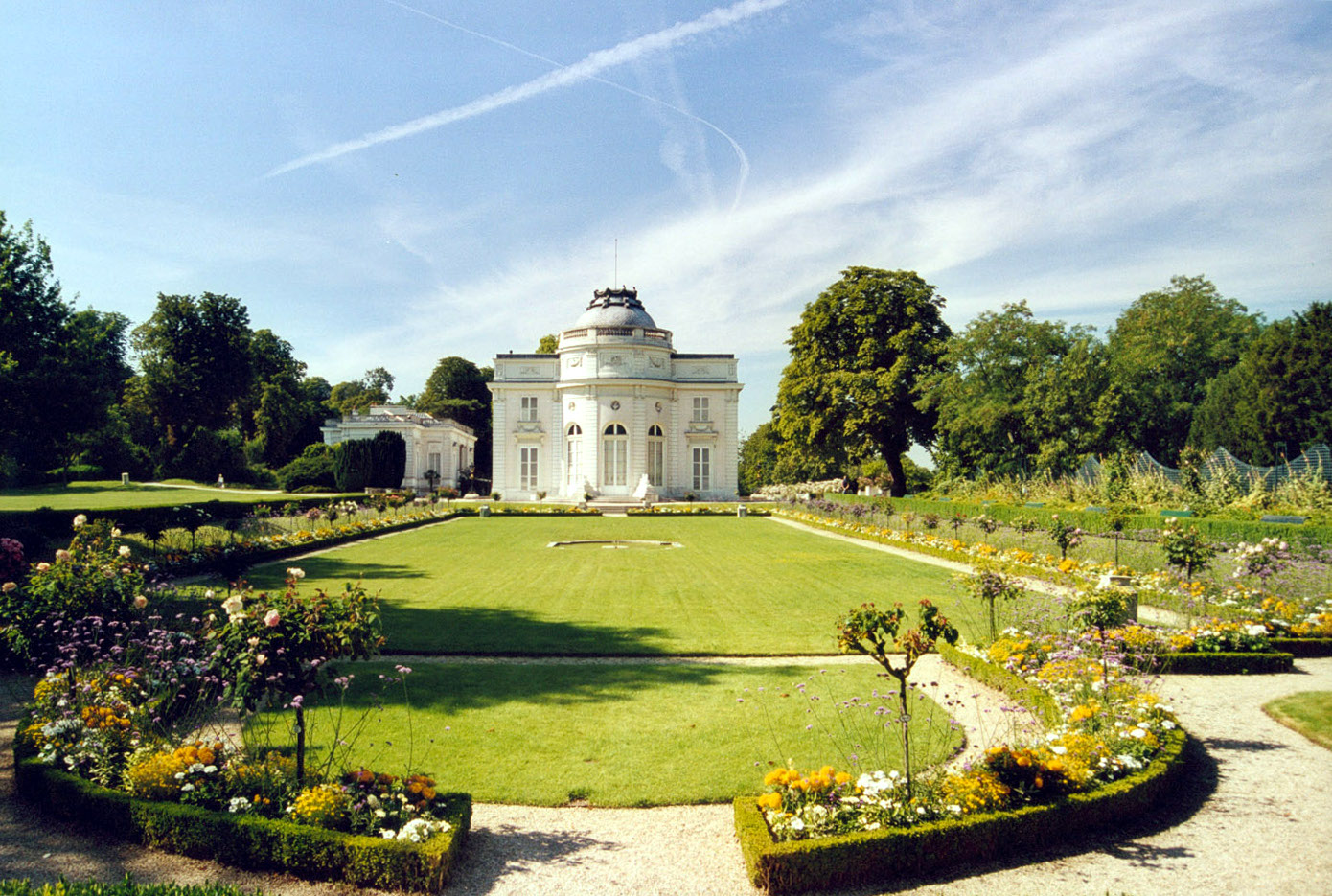
Schloss Bagatelle mit Gartenparterre

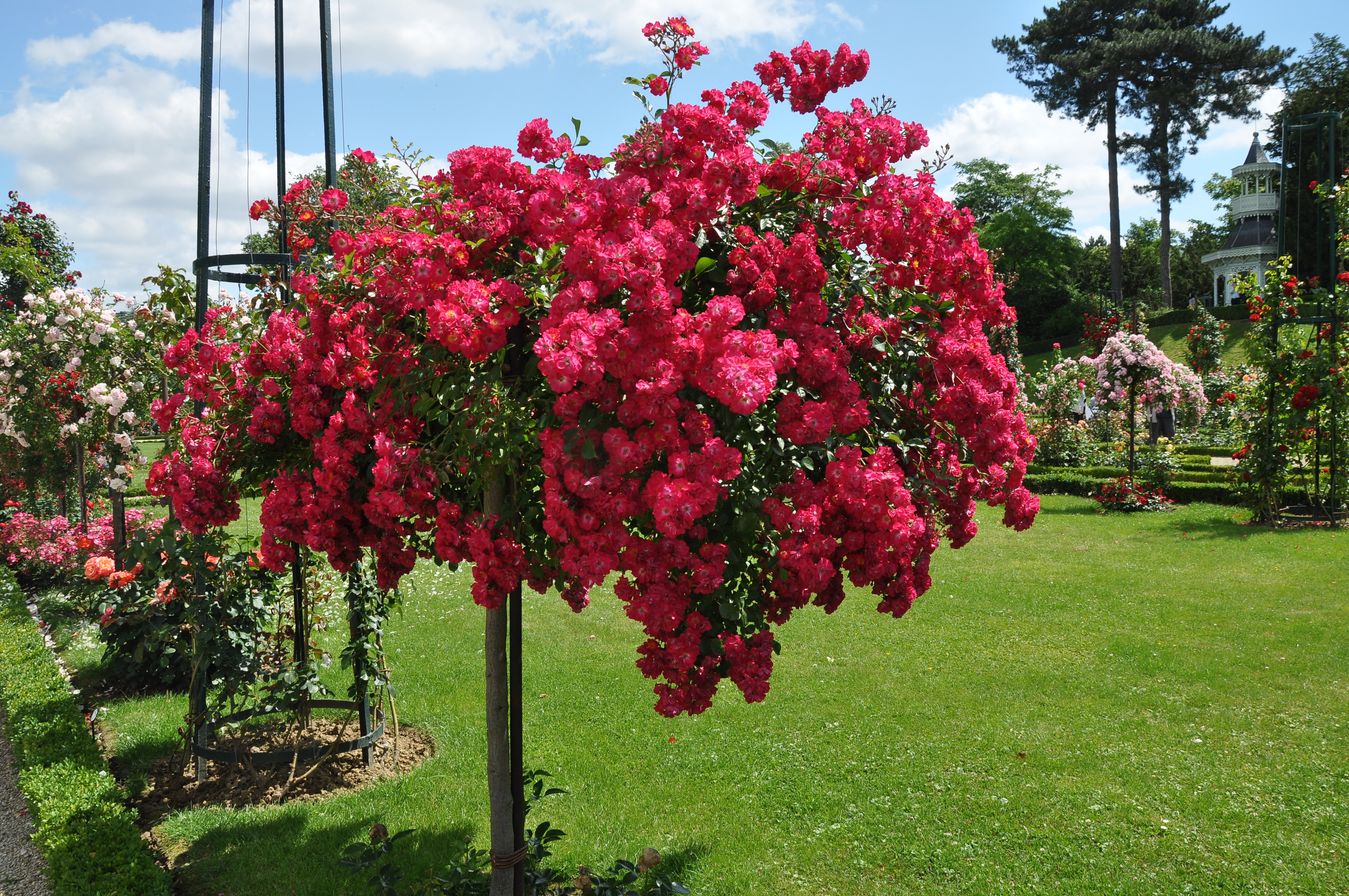
Rosen in der Roseraie de Bagatelle (im Vordergrund die Sorte Pollux)

Der Parc de Bagatelle ist ein Park mit einem kleinen Schloss im Bois de Boulogne genannten Pariser Stadtwald im 16. Arrondissement. Im 18. Jahrhundert von François-Joseph Bélanger und Thomas Blaikie angelegt, befindet er sich seit 1905 im Besitz der Stadt Paris. Heute ist die Anlage auch für ihren Rosengarten mit ungefähr 1200 Sorten und einen jährlich veranstalteten Rosenzüchter-Wettbewerb bekannt. Der Park ist einer der vier Botanischen Gärten der Stadt Paris.
Schloss und Park entstanden dank einer berühmten Wette zwischen dem 19-jährigen Graf von Artois (* 1757), dem jüngsten Bruder von Ludwig XVI. und späteren Karl X., und seiner nur wenig älteren Schwägerin, der Königin Marie-Antoinette. Der preußische Architekt Friedrich Gilly beschrieb die außergewöhnliche Entstehungsgeschichte des Schlosses in einem seiner bekannten Aufsätze.

## Geschichte

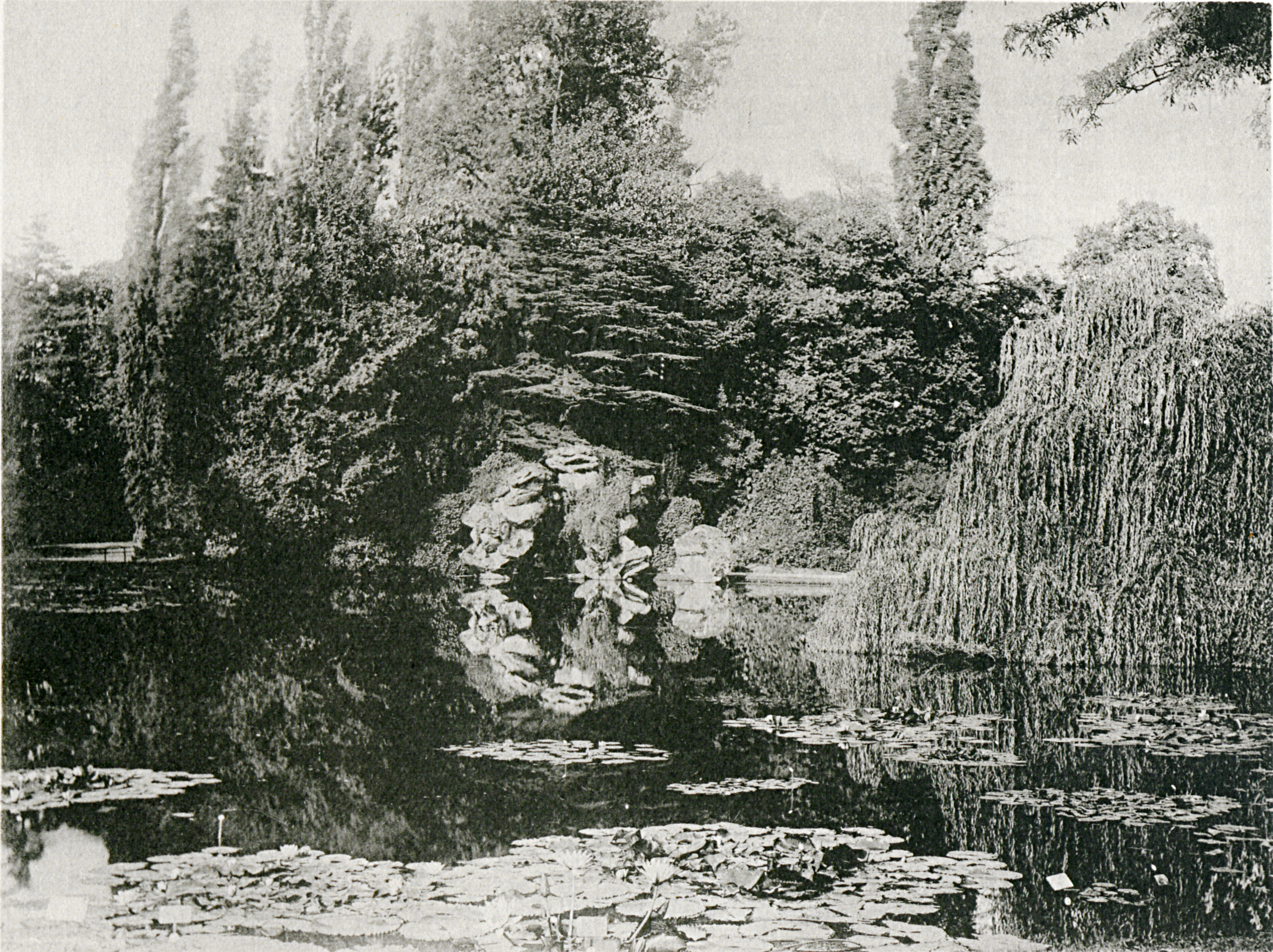
Der Felsen in La Bagatelle um 1910

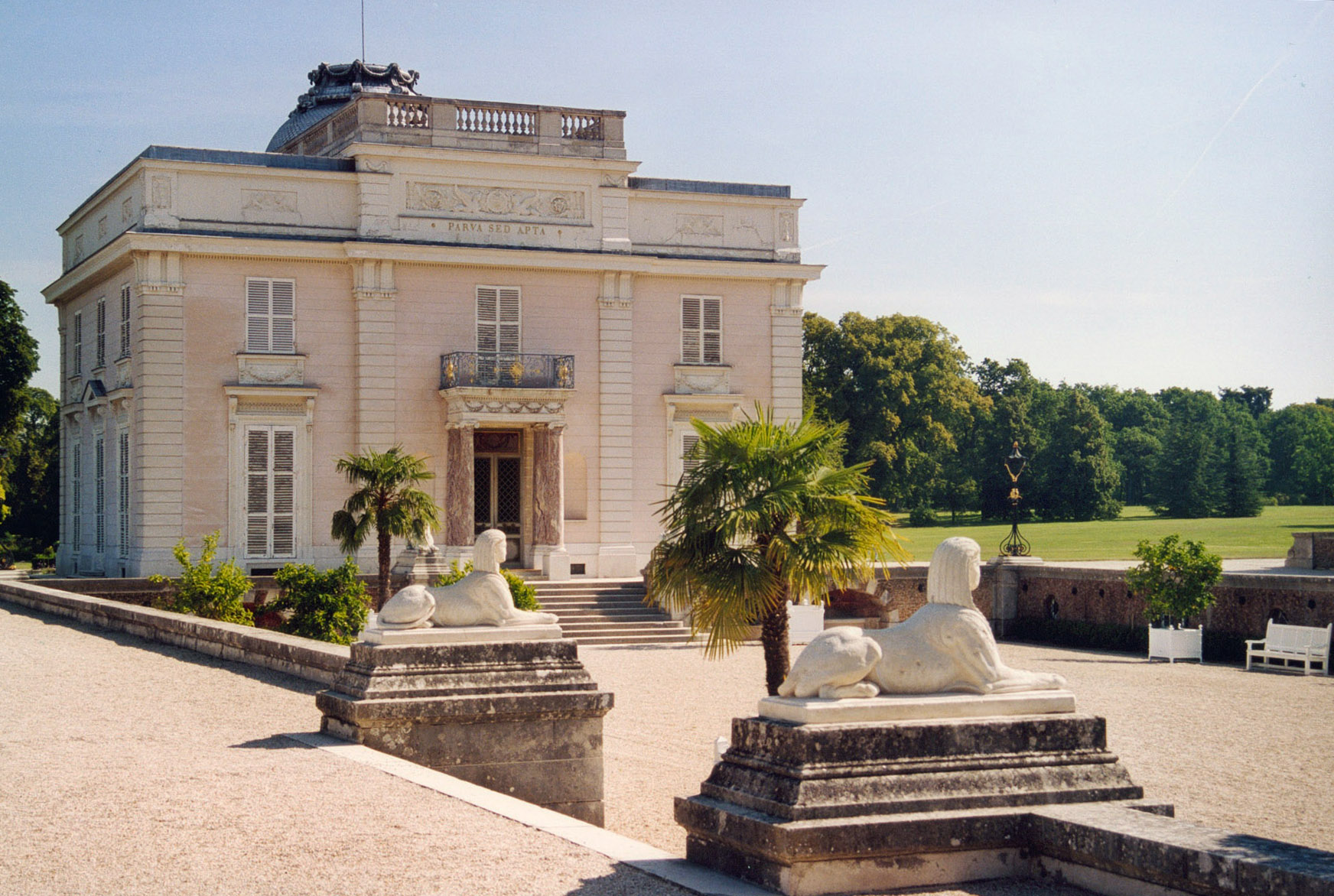
Eingangshof des Schlosses Bagatelle mit Sphingen

Im Jahr 1775 erwarb der junge Graf von Artois einen kleinen, 1720 im Wald von Boulogne von Pierre Mouret für den Marschall von Estrées errichteten Pavillon. Dieser hatte zu Zeiten Ludwigs XV. zuerst als Jagdpavillon und später unter der Bezeichnung Bagatelle Estrées Gattin zur Veranstaltung galanter Rendezvous gedient. Er befand sich in sehr schlechtem Zustand.
Zwei Jahre später forderte Marie-Antoinette, kurz vor der Abreise des Hofes zur Jagdsaison nach Fontainebleau, Artois heraus, zwei Monate später zur Rückkehr einen Empfang für sie in Bagatelle auszurichten, was angesichts des Verfalls des Pavillons unmöglich erschien. Artois gewann die Wette, deren Einsatz 100.000 Livres betragen haben soll.
Er beauftragte seinen ersten Architekten François-Joseph Bélanger und seinen schottischen Gartenarchitekten Thomas Blaikie die Domäne in nur 64 Tagen herzurichten und zu bepflanzen. Die Arbeiten begannen am 21. September 1777 und wurden rechtzeitig für die am 26. November vorgesehene Einweihung vollendet. Sie umfassten den Neubau des vollständig ausgestatteten und möblierten Schlosses Bagatelle mitsamt Wirtschaftsgebäuden, Gärten, Grotten, Wasserläufen und Blumenbeeten. Um sie voranzutreiben, beschlagnahmte man Baumaterial, das auf den umliegenden Straßen nach Paris transportiert wurde.
Nach der Französischen Revolution 1789 wurde der Park zunächst Staatseigentum. Napoleon I. erwarb Bagatelle 1806 als Jagdschloss. 1835 gelangte die Anlage in den Besitz von Lord Richard Seymour (1800–1870), der das Schloss nach seinen Vorstellungen umbauen ließ, auch um Teile seiner umfangreichen Kunstsammlung, der Grundstock der späteren Wallace Collection, unterbringen zu können. Es entstanden neue Gebäude wie etwa die Orangerie, der Park wurde vergrößert. Auch sein Sohn Sir Richard Wallace (1818–1890) erweiterte das Anwesen weiter. 1905 kaufte schließlich die Stadt Paris die Anlage, nicht zuletzt, um eine Zerstückelung des Parks durch Teilverkäufe der Erben zu verhindern.

## Der Park

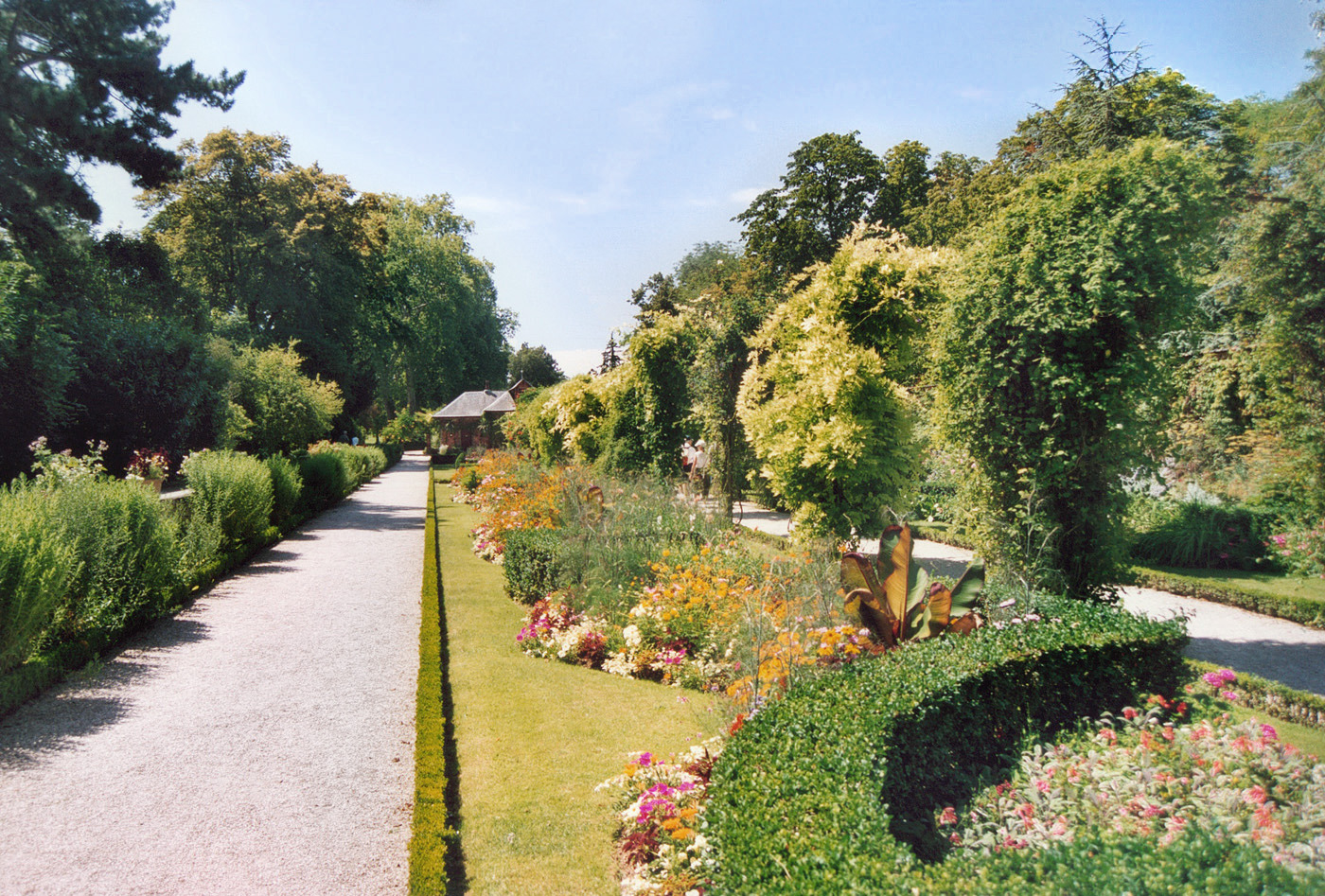
Gartenweg

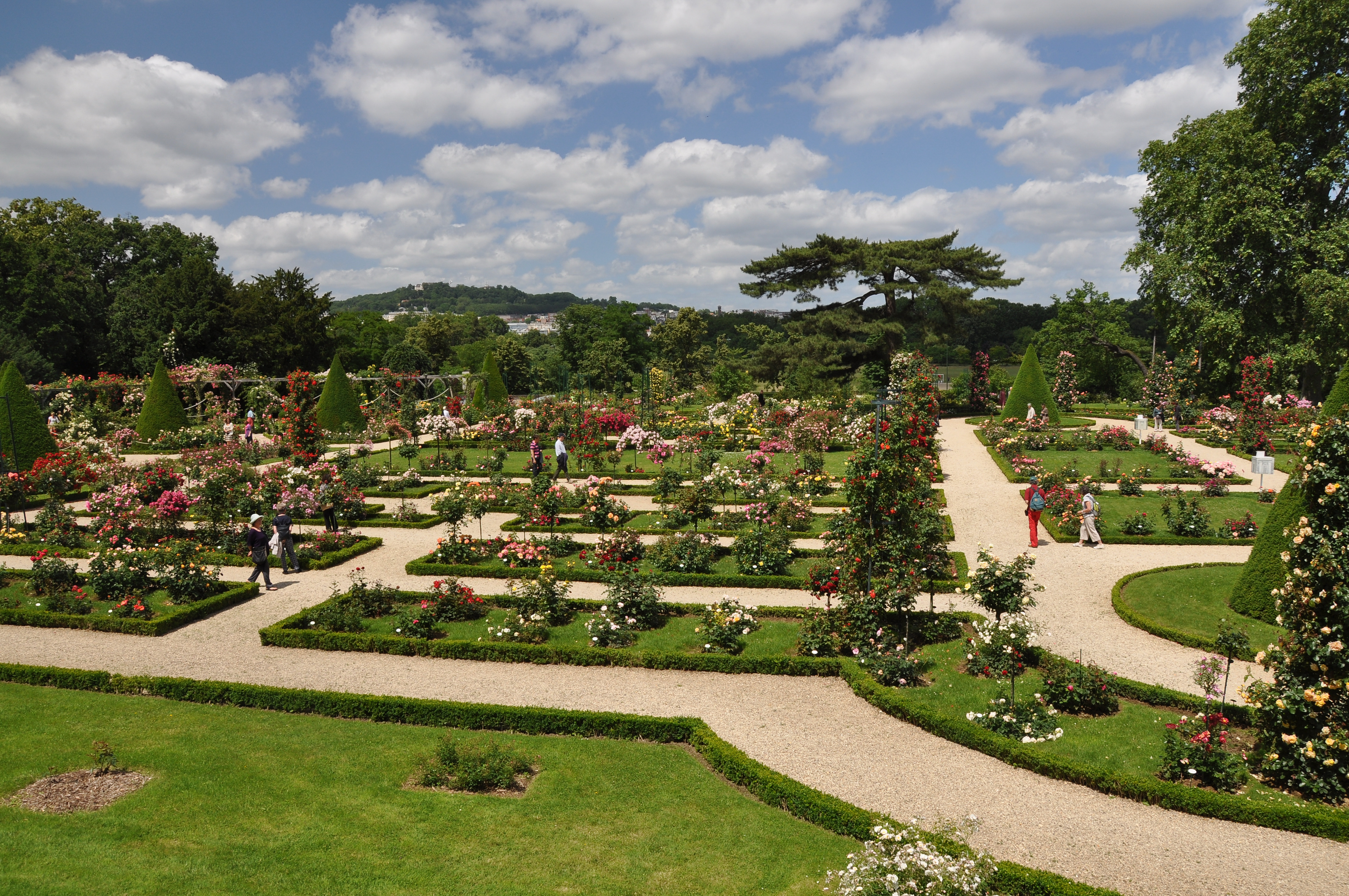
Der klassische Rosengarten

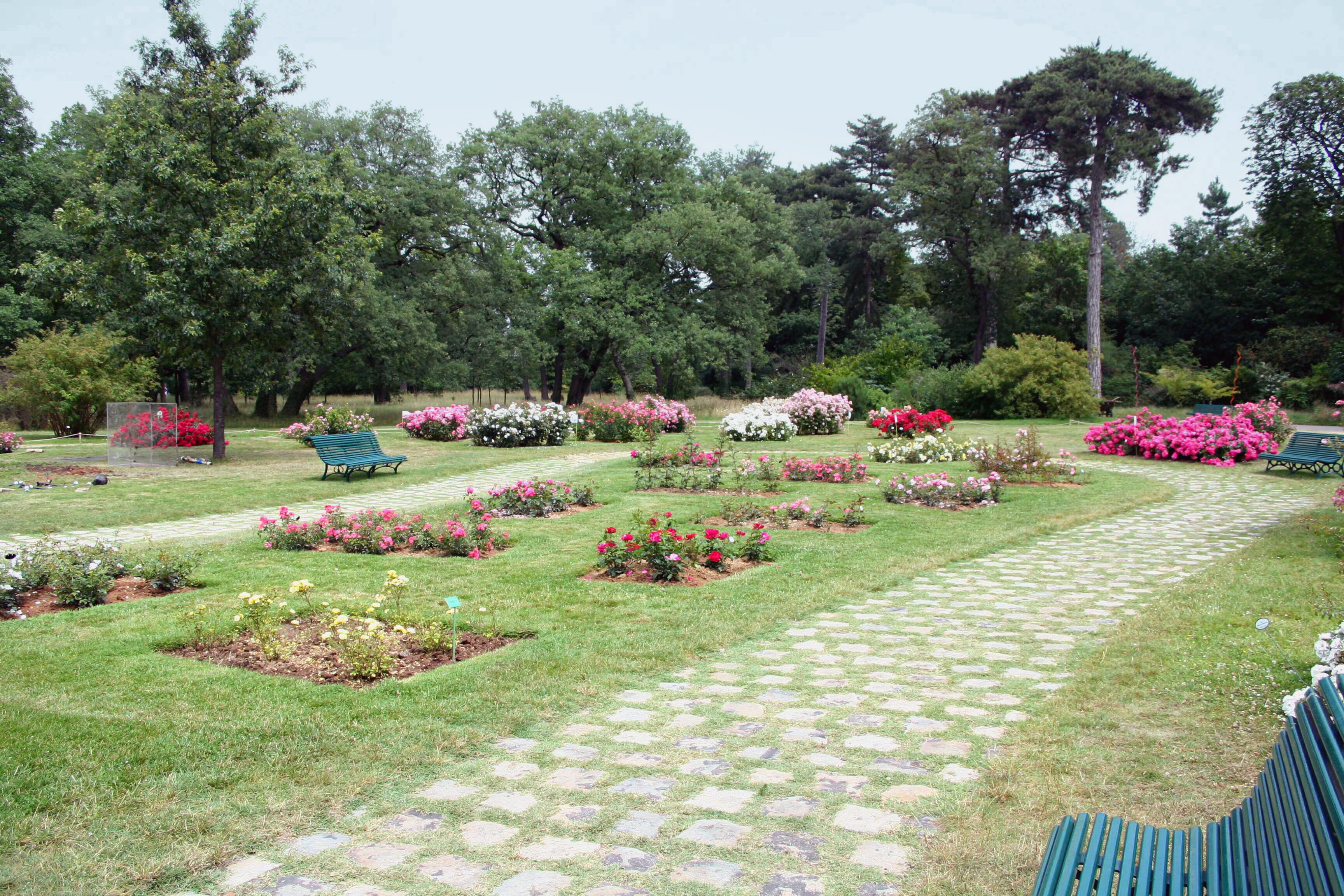
Der Landschafts-Rosengarten

Die Anlage ist ein Gemeinschaftswerk. Sie wurde von François-Joseph Bélanger in einem für die damalige Epoche typischen anglo-chinesischen Stil konzipiert und, nicht ohne Unstimmigkeiten, von Thomas Blaikie umgesetzt.
1905 beauftragte die Stadt Paris den städtischen Landschaftsgärtner Jean-Claude Nicolas Forestier, einen Freund von Claude Monet, mit der Wiederherstellung des Parks. Dieser legte zusätzlich einen Rosengarten und einen Seerosenteich an.
Heute beherbergt der Parc de Bagatelle einen Teil der botanischen Sammlung des botanischen Gartens der Stadt Paris. Etwa 2800 Pflanzenarten werden in kleinen thematischen Gärten präsentiert, so gibt es etwa einen Gemüsegarten (le potager), eine Klematis-Sammlung, einen Irisgarten oder auch einen Mittelmeer-Garten (Jardin Mediterrannéen).
Von besonderer Bedeutung ist die Sammlung moderner Rosensorten, die mit 9000 Rosenpflanzen und 1200 Sorten eine der größten Frankreichs ist. Sie ist auf zwei Rosengärten aufgeteilt, den klassischen Rosengarten (Roseraie classique) und den Landschafts-Rosengarten (Roseraie de paysage). Die Gärten mit einer Gesamtfläche von 17.000 m2 wurden zwischen 1905 und 1907 angelegt.

## Veranstaltungen

### Olympische Sommerspiele 1900 und 1924
Im Rahmen der Olympischen Sommerspiele 1900 und 1924 wurden im Park einige Polospiele ausgetragen.

### Concours international de roses nouvelles
Im Juli 1907, direkt nach der Anlage der Rosengärten, fand im Park der erste Concours international de roses nouvelles („Internationaler Wettbewerb neuer Rosen“) statt, der seitdem jedes Jahr im Juni ausgetragen wird. 1985 wurde er um einen Wettbewerb für Landschaftsrosen erweitert.

### Concours automobiles classiques a Bagatelle

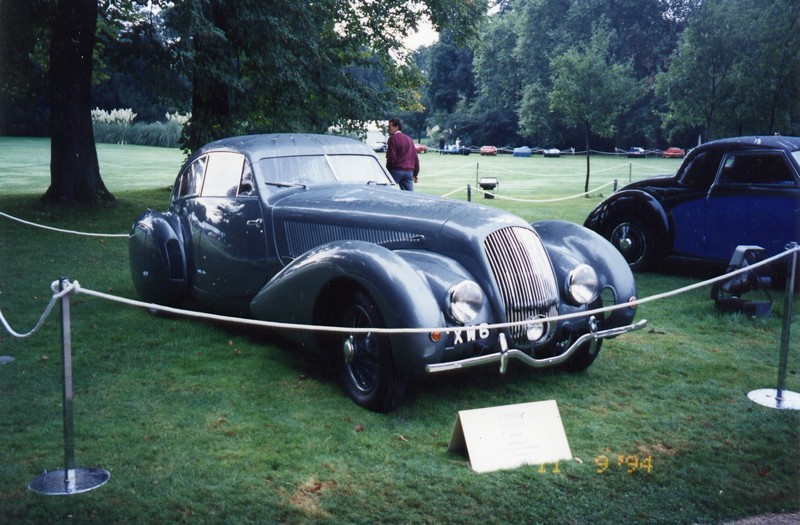
4 ¼ Litre „Embiricos“ von Pourtout beim Concours d'elégance Bagatelle 1994

Nach dem Vorbild des Pebble Beach Concours d’Elegance in Kalifornien, einem Schönheitswettbewerb für  Oldtimer, veranstaltete das Fachmagazin Automobiles Classique 1988 einen ersten Concours d’Elegance im Parc de Bagatelle. Der Wettbewerb wurde ab 1989 von Louis Vuitton gesponsert und nach dem Rückzug der Veranstalter bis 2002 unter eigener Regie als  Louis Vuitton Classic fortgeführt.  Neben dem eigentlichen Wettbewerb fanden auch thematische Ausstellungen von historischen Fahrzeugen sowie Louis-Vuitton-Sonderausstellungen statt.